# Pyrostria revoluta
Pyrostria revoluta là một loài thực vật có hoa trong họ Thiến thảo. Loài này được (Balf.f.) Razafim., Lantz & B.Bremer mô tả khoa học đầu tiên năm 2007.